# Auntie Anne's
Auntie Anne's es una franquicia estadounidense especializada en la venta de pretzel suaves que nació en 1988 bajó la idea de Anne Beiler y su marido Jonas Beiler en Downingtown, Pensilvania. Auntie Anne's está presente principalmente en centros comerciales, aeropuertos y estaciones de tren, ofrece a sus clientes una variedad de pretzels suaves, limonadas, granizados y dips. 
Auntie Anne's tiene más de 300 franquicias con más de 1300 locales en 45 estados de Estados Unidos y en otros 25 países: Arabia Saudita, Baréin, Canadá, China, Corea del Sur, Costa Rica, Egipto, Emiratos Árabes Unidos, Filipinas, Grecia, Guatemala,  Honduras, Hong Kong, Indonesia, Irlanda del Norte, Japón, Kuwait, Laos, Malasia, México, Polonia, Reino Unido, Singapur, Tailandia, Taiwán, Panamá, y Venezuela.

## Historia
Anne F. Beiler inició su negocio en febrero de 1988 en Downingtown, un mercado agrícola de Pensilvania donde abrió el primer puesto de Auntie Anne's, los primeros en adquirir una franquicia fueron familiares de Anne, luego la cadena se extendió a otros nueve estados del país ya con más de 50 establecimientos.
En octubre de 2006, se anunció que la sede corporativa de Auntie Anne's se trasladaría de la ciudad de Gap hasta el centro de Lancaster. El antiguo sitio de la Oficina de Correos de Lancaster fue comprada por $ 7 millones de dólares por Auntie Anne's, Inc. El edificio fue construido en 1927, y se sitúa en tres pisos de altura en alrededor de 6100 metros cuadrados. 
En 2009 Auntie Anne's estableció ventas récord de más de $ 359 millones de dólares. 
En noviembre de 2010, la empresa Focus Brands adquirió todos los derechos de la marca.

## Auntie Anne's en Latinoamérica
La franquicia está presente en Venezuela desde el año 2000. También hay locales en Honduras desde el año 2007 y en México desde marzo de 2009 y Panamá

## Menú de pretzels
Los pretzels de Auntie Anne's pueden encontrarse en multitud de sabores salados o dulces, aunque no todos están disponibles en todas las tiendas: 
- Original (con o sin sal gruesa).
- Crema agría y cebolla.
- Ajonjolí.
- Jalapeño.
- Hierbas y queso parmesano.
- Ajo.
- Trigo entero.
- Pepperoni.
- Azúcar y canela.
- Almendras.
- Pasas glaseadas.
- Azúcar y canela con pasas.
- Algas marinas.
- Té verde.
- Chocolate con menta.
- Chocolate chip.
- Galletas y crema.
- Fresa.
- Tocineta troceada.

También se venden los pretzels en otras presentaciones como: 
- Pretzels Stix.
- Pretzel Dog.
- Pockets Pretzel.
- Prezel Pizza.
- Cheese Pretzel.
- Kofta Pretzel.
- Sandwich Pretzel.
- Pretzels Nuggets.
- Mini Pretzel.
- Golden Spring.[5]
- Conos de pretzel.
- Wind Upz.

## Menú de Dips
Pueden encontrarse Dips para acompañar los pretzel de los siguientes sabores:
- Mostaza dulce.
- Queso cheedar.
- Queso Crema.
- Salsa marinara.
- Caramelo (arequipe).
- Chocolate.

## Menú de bebidas
- Limonada natural.
- Limonadas Mixers.
- Gaseosas.
- Granizados.
- Helados ICEE.
- Café regular.
- Café Gourmet (con sabores).
- Té frío.
- Té Caliente.
- Chocolate caliente.
- Agua mineral.
- Leche (solo en aeropuertos y estaciones de tren).
- Jugo de naranja (solo en aeropuertos y estaciones de tren).

## Ejecutivos
- William P. Dunn, Jr. - Presidente y CEO.
- Jim Moss - Gerente financiero.
- Beth Monaghan - Gerente Administrativo.

## Curiosidades
- En algunos locales de Auntie Anne's en Estados Unidos también se sirven sopas.[6]
- El 2 de febrero de 2008 Auntie Anne's regalo más de un millón de pretzels en su Día de pretzel gratis.
- El 20 de febrero de 2010 Auntie Anne's regalo más de un millón de pretzels en su Día de pretzel gratis.
- Tailandia es el segundo país del mundo con mayor cantidad de establecimientos de Auntie Anne's, llegando casi a 100 locales abiertos en 2010, en Estados Unidos hay más de 900.